# Decheret
Pour les articles homonymes, voir Decheret (homonymie).

La couronne Decheret.

La couronne Decheret est une couronne rouge plate à fond relevé dont l'origine remonte aux souverains du royaume du Nord de l'Égypte (Basse-Égypte) de la période prédynastique. Elle est associée au dieu Horus. De la partie arrière de cette couronne surgit une tige en spirale incurvée vers l'avant, nommée khabet.
Le mot decher signifiant « rouge » en égyptien hiéroglyphique, decheret est donc « la Rouge », avec le signe déterminatif de la couronne rouge. C'est également le nom du flamant (oiseau) et du sang (decher). En égyptien hiéroglyphique, celui qui est « rouge de cœur » (decher-ib) est « en colère ».
Associé à la couronne blanche (Hedjet), la couronne Decheret forme la « double couronne », le Pschent, l'un des symboles de la royauté égyptienne.

Elle est aussi l'hiéroglyphe égyptien S3 de la liste de Gardiner et est le caractère unilitère "n".
| S3 |

## Couronnes de l'Égypte antique
- Couronne Atef
- Couronne blanche Hedjet
- Couronne bleue Khépresh
- Couronne Hemhem
- Couronne Hénou
- Couronne rouge Decheret
- Couronne Ourerèt
- Couronne Tjèni
- Bandeau Seshed
- Coiffe Némès
- Double couronne Pschent